# Gerardo Morón
Gerardo Morón es un jugador de baloncesto profesional mexicano, nacido en el estado de San Luis Potosí.

## Carrera deportiva
Morón ha jugado en varios equipos como:
- Santos Reales de San Luis LNBP 2006
- Santos Reales de San Luis LNBP 2007
- Santos Reales de San Luis LNBP 2008
- Mineros de Cananea CIBACOPA 2009
- Libertadores de Querétaro LNBP 2009-2010
- Panteras de Aguascalientes LNBP 2010-2011